# Antoine Cuissard
Antoine Cuissard (ur. 19 sierpnia 1924 w Saint-Étienne, zm. 3 listopada 1997) – francuski piłkarz grający na pozycji ofensywnego pomocnika. W swojej karierze rozegrał 27 meczów w reprezentacji Francji i strzelił w niej 1 gola.

## Kariera klubowa
Karierę piłkarską Cuissard rozpoczął w klubie AS Saint-Étienne. W sezonie 1944/1945 zadebiutował w nim w drugiej lidze francuskiej. Na koniec sezonu awansował do pierwszej ligi Francji. W 1946 roku odszedł z Saint-Étienne do drugoligowego FC Lorient, ale w 1947 roku wrócił do swojego pierwotnego zespołu. W Saint-Étienne występował do końca sezonu 1951/1952.
Latem 1952 Cuissard przeszedł do drugoligowego AS Cannes. W trakcie sezonu 1952/1953 odszedł do innego klubu z Lazurowego Wybrzeża, pierwszoligowego OGC Nice. W 1954 roku zdobył z Nice Puchar Francji. W Nice grał do zakończenia sezonu 1954/1955.
W 1955 roku Cuissard został piłkarzem Stade Rennais. W sezonie 1955/1956 grał w nim w drugiej lidze, w sezonie 1956/1957 - w pierwszej, w sezonie 1957/1958 - w drugiej i w sezonie 1958/1959 - znów w pierwszej. W 1959 roku zakończył w Rennes swoją karierę.
| Sezon   | Klub             | Kraj    | Rozgrywki      | Mecze | Bramki |
| ------- | ---------------- | ------- | -------------- | ----- | ------ |
| 1944/45 | AS Saint-Étienne | Francja | Division 1 Sud | ?     | ?      |
| 1945/46 | AS Saint-Étienne | Francja | Division 1     | 31    | 9      |
| 1946/47 | FC Lorient       | Francja | Division 2     | ?     | ?      |
| 1947/48 | AS Saint-Étienne | Francja | Division 1     | 33    | 14     |
| 1948/49 | AS Saint-Étienne | Francja | Division 1     | 30    | 13     |
| 1949/50 | AS Saint-Étienne | Francja | Division 1     | 31    | 1      |
| 1950/51 | AS Saint-Étienne | Francja | Division 1     | 32    | 2      |
| 1951/52 | AS Saint-Étienne | Francja | Division 1     | 11    | 3      |
| 1952/53 | AS Cannes        | Francja | Division 2     | 7     | 2      |
| 1952/53 | OGC Nice         | Francja | Division 1     | 19    | 10     |
| 1953/54 | OGC Nice         | Francja | Division 1     | 31    | 5      |
| 1954/55 | OGC Nice         | Francja | Division 1     | 29    | 0      |
| 1955/56 | Stade Rennais    | Francja | Division 2     | 35    | 12     |
| 1956/57 | Stade Rennais    | Francja | Division 1     | 22    | 7      |
| 1957/58 | Stade Rennais    | Francja | Division 2     | 37    | 24     |
| 1958/59 | Stade Rennais    | Francja | Division 1     | 21    | 5      |

## Kariera reprezentacyjna
W reprezentacji Francji Cuissard zadebiutował 7 kwietnia 1946 roku w wygranym 3:0 towarzyskim meczu z Czechosłowacją. W 1954 roku został powołany do kadry na mistrzostwa świata w Szwajcarii. Na tym turnieju był rezerwowym zawodnikiem i nie rozegrał żadnego spotkania. Od 1946 do 1954 roku rozegrał w kadrze narodowej 27 meczów i strzelił w nich 1 gola.
| Mecze i gole w reprezentacji | Mecze i gole w reprezentacji | Mecze i gole w reprezentacji | Mecze i gole w reprezentacji | Mecze i gole w reprezentacji | Mecze i gole w reprezentacji | Mecze i gole w reprezentacji |
| #                            | Data                         | Stadion                      | Rywal                        | Wynik                        | Gol                          | Rozgrywki                    |
| 1946                         | 1946                         | 1946                         | 1946                         | 1946                         | 1946                         | 1946                         |
| ---------------------------- | ---------------------------- | ---------------------------- | ---------------------------- | ---------------------------- | ---------------------------- | ---------------------------- |
| 1.                           | 07.04.1946                   | Paryż, Francja               | Czechosłowacja               | 3:0                          | 0                            | towarzyski                   |
| 2.                           | 14.04.1946                   | Lizbona, Portugalia          | Portugalia                   | 1:2                          | 0                            | towarzyski                   |
| 3.                           | 05.05.1946                   | Paryż, Francja               | Austria                      | 3:1                          | 0                            | towarzyski                   |
| 4.                           | 19.05.1946                   | Paryż, Francja               | Anglia                       | 2:1                          | 0                            | towarzyski                   |
| 1947                         |                              |                              |                              |                              |                              |                              |
| 5.                           | 23.03.1947                   | Paryż, Francja               | Portugalia                   | 1:0                          | 0                            | towarzyski                   |
| 6.                           | 03.05.1947                   | Londyn, Anglia               | Anglia                       | 0:3                          | 0                            | towarzyski                   |
| 7.                           | 26.05.1947                   | Paryż, Francja               | Holandia                     | 4:0                          | 0                            | towarzyski                   |
| 8.                           | 01.06.1947                   | Paryż, Francja               | Belgia                       | 4:2                          | 0                            | towarzyski                   |
| 9.                           | 08.06.1947                   | Lozanna, Szwajcaria          | Szwajcaria                   | 2:1                          | 0                            | towarzyski                   |
| 1948                         |                              |                              |                              |                              |                              |                              |
| 10.                          | 04.04.1948                   | Paryż, Francja               | Włochy                       | 1:3                          | 0                            | towarzyski                   |
| 11.                          | 23.05.1948                   | Paryż, Francja               | Szkocja                      | 3:0                          | 0                            | towarzyski                   |
| 12.                          | 06.06.1948                   | Bruksela, Belgia             | Belgia                       | 2:4                          | 1                            | towarzyski                   |
| 13.                          | 12.06.1948                   | Praga, Czechosłowacja        | Czechosłowacja               | 4:0                          | 0                            | towarzyski                   |
| 14.                          | 17.10.1948                   | Paryż, Francja               | Belgia                       | 3:3                          | 0                            | towarzyski                   |
| 1949                         |                              |                              |                              |                              |                              |                              |
| 15.                          | 23.04.1949                   | Rotterdam, Holandia          | Holandia                     | 1:4                          | 0                            | towarzyski                   |
| 16.                          | 27.04.1949                   | Glasgow, Szkocja             | Szkocja                      | 0:2                          | 0                            | towarzyski                   |
| 17.                          | 22.05.1949                   | Paryż, Francja               | Anglia                       | 1:3                          | 0                            | towarzyski                   |
| 18.                          | 13.11.1949                   | Paryż, Francja               | Czechosłowacja               | 1:0                          | 0                            | towarzyski                   |
| 19.                          | 11.12.1949                   | Florencja, Włochy            | Jugosławia                   | 2:3                          | 0                            | el. MŚ 1950                  |
| 1950                         |                              |                              |                              |                              |                              |                              |
| 20.                          | 27.05.1950                   | Paryż, Francja               | Szkocja                      | 0:1                          | 0                            | towarzyski                   |
| 21.                          | 10.12.1950                   | Paryż, Francja               | Holandia                     | 5:2                          | 0                            | towarzyski                   |
| 1951                         |                              |                              |                              |                              |                              |                              |
| 22.                          | 06.02.1951                   | Paryż, Francja               | Jugosławia                   | 2:1                          | 0                            | towarzyski                   |
| 23.                          | 12.05.1951                   | Belfast, Irlandia Północna   | Irlandia Północna            | 2:2                          | 0                            | towarzyski                   |
| 24.                          | 16.05.1951                   | Glasgow, Szkocja             | Szkocja                      | 0:1                          | 0                            | towarzyski                   |
| 25.                          | 03.06.1951                   | Genua, Włochy                | Włochy                       | 1:4                          | 0                            | towarzyski                   |
| 1953                         |                              |                              |                              |                              |                              |                              |
| 26.                          | 25.11.1953                   | Paryż, Francja               | Irlandia                     | 1:0                          | 0                            | el. MŚ 1954                  |
| 1954                         |                              |                              |                              |                              |                              |                              |
| 27.                          | 30.05.1954                   | Bruksela, Belgia             | Belgia                       | 3:3                          | 0                            | towarzyski                   |

## Kariera trenerska
Po zakończeniu kariery piłkarskiej Cuissard został trenerem. Prowadził takie kluby jak: FC Lorient, Stade Rennais, ponownie FC Lorient, AC Ajaccio, szwajcarski FC Vevey Sports oraz ponownie Stade Rennais.